# Bielplatz Bellwitz

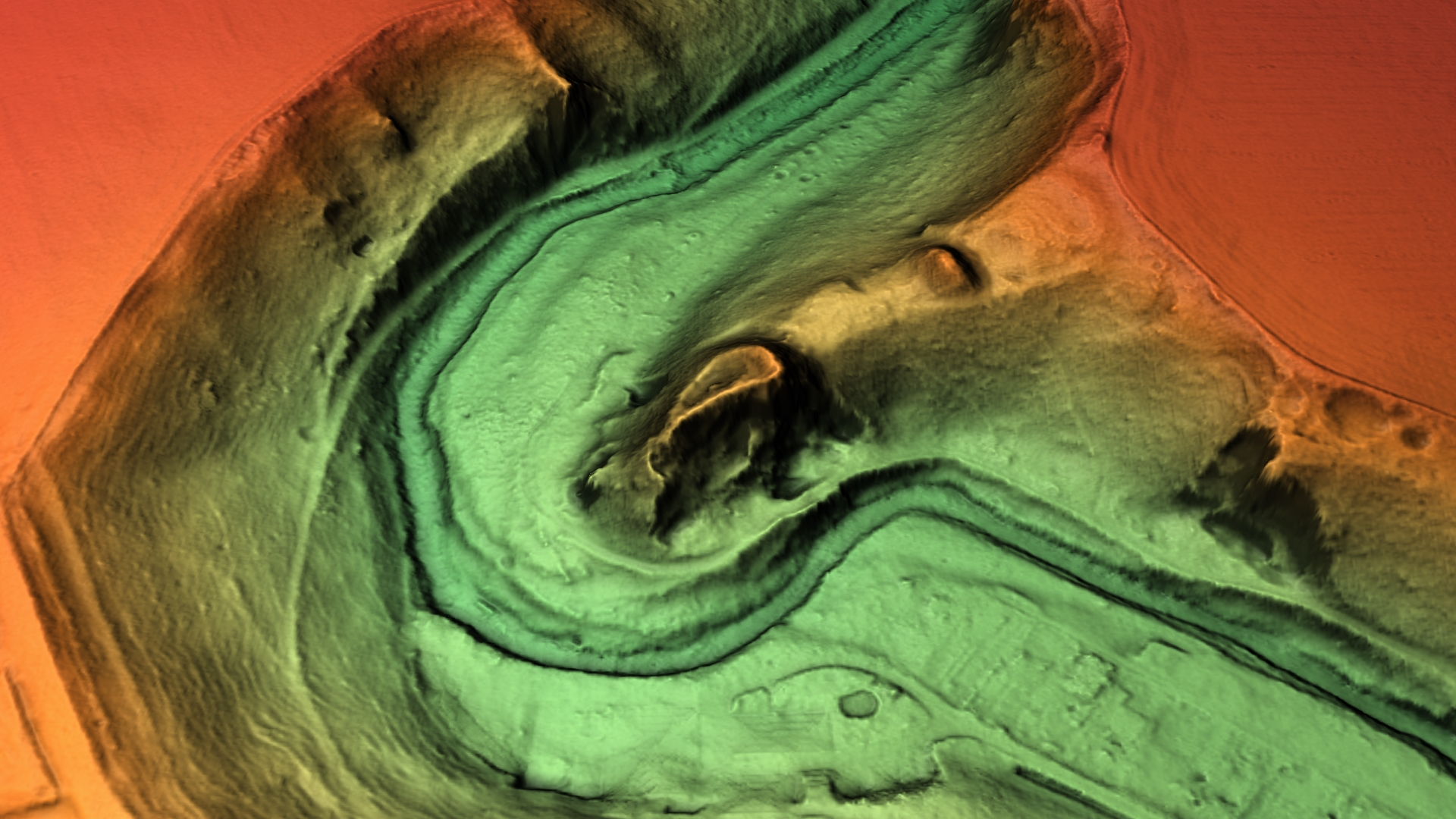
3D-Ansicht des digitalen Geländemodells

Bielplatz Bellwitz, auch Wallburg Bellwitz oder Alte Schanze genannt, ist der Rest eines slawischen Burgwalls auf einem Felsvorsprung über dem Löbauer Wasser (Flussschlinge) etwa 800 Meter südwestlich des Löbauer Stadtteils Bellwitz (nördlich von Georgewitz) im Landkreis Görlitz in Sachsen.
Die Wallanlage wurde um 1000 gegründet und diente vermutlich der Bewachung einer früheren Neißefurt an einer alten sächsischen Handelsstraße über Göda (bei Bautzen) nach Jauernick-Buschbach (bei Görlitz) weiter nach Schlesien, wo durchreisende Händler ihren Wegezoll entrichten mussten.
Der sogenannte „Bielplatz“ ist ein Abschnittswall mit Vorwall einer ehemals hufeisenförmigen Burganlage. Die Wallburg wurde nach der Eroberung auch noch in der frühdeutschen Zeit genutzt. Zu Beginn des 20. Jahrhunderts wurde die Anlage durch einen Steinbruchbetrieb stark abgetragen.
Heute beträgt die Walllänge nur noch 36 Meter, die Höhe knapp 5 Meter und die Wallkrone ist noch 4 bis 14 Meter breit und gehört als Kulturdenkmal zur Georgewitzer Skala.